# Henndorf im Burgenland
Henndorf im Burgenland (ungarisch Ercsenye) ist ein Ort im Bezirk Jennersdorf im südlichen Burgenland in Österreich und eine Katastralgemeinde der Stadtgemeinde Jennersdorf.

## Geografie
Die weitläufige Streusiedlung mit einer Grundfläche von 812,84 ha (2018) und 495 Einwohnern 1. Jänner 2024 nimmt den nördlichen Stadtbereich von Jennersdorf ein. Sie berührt im Osten die Gemeinde Weichselbaum, im Norden die Gemeinde Königsdorf und grenzt im Westen an die steirische Gemeinde Bad Loipersdorf. Die leicht hügelige Ortsgemarkung, mit dem 385 m hohen Binderberg, ist sehr abwechslungsreich und kann aufgegliedert werden in die Siedlungsbereiche von Ober-, Mitter-, Unter-Henndorf und in die Rotte Griab.

## Geschichte

La carte ethnographique, Paris 1919 (Ausschnitt) Die Gemeinden an Raab und Lafnitz w.von St. Gotthard/Szentgotthárd

Das Gebiet von Henndorf gehörte vom Mittelalter bis zur Grundentlastung im Jahre 1848 zur Stiftsherrschaft St. Gotthard/Szentgotthárd, urkundlich erwähnt wurde die Siedlung jedoch erst 1451 unter der ungarischen Benennung: „Erchene“. Im Jahre 1770 bestand „Hendorf“ aus 90 Häusern und war der Pfarre St. Wenzeslaus in Jennersdorf unterstellt.
Im Jahre 1786 berichtete der Geograph Korabinsky in seinem Lexikon von Ungarn: „Hendorf, Ercschénye, ein deutsches Dorf im Eisenburger Komitat, rechts an der Laffnitz an den Steyrischen Gränzen …“ Ein Jahr später, 1787, hatte das Dorf 128 Häuser und 728 Einwohner. Den Bevölkerungshöchststand erreichte Henndorf im Jahre 1890, damals bewohnten den Ort 1001 Einwohnern in 148 Häusern.
Nach dem Zerfall der Österreichisch-Ungarischen Monarchie und als Ergebnis der Verträge von St. Germain und Trianon wurde Henndorf, zusammen mit seinem Umland an Lafnitz und Raab, vom bisherigen ungarischen Stuhlbezirk St. Gotthard der Eisenburger Gespanschaft abgetrennt und im Dezember 1921 dem Verwaltungsbezirk Jennersdorf im neu geschaffenen Burgenland angegliedert. Die eigenständige Gemeinde legte nun ihren ungarischen Ortsnamen Ercsenye ab und nannte sich fortan „Henndorf im Burgenland“. Bei der ersten österreichischen Volkszählung im März 1923 wurden für die Gemeinde 761 Einwohner und 143 Häuser ermittelt.
Nach dem „Anschluss“ und der Zerstückelung des Burgenlandes im Oktober 1938 wurde der politische Bezirk Jennersdorf aufgelöst und seine 33 Gemeinden den beiden steirischen Verwaltungsbezirken Fürstenfeld und Feldbach angegliedert. Henndorf kam zum Kreis Feldbach. Bei der letzten Volkszählung vor dem Zweiten Weltkrieg im Mai 1939 hatte die Gemeinde 732 Einwohner.
Am 31. März 1945, dem Karsamstag, stießen die angreifenden sowjetischen Verbände der 27. Armee über Szentgotthárd kommend, in die Jennersdorfer Region vor und besetzten die Orte Neumarkt und St. Martin südlich der Raab sowie Mogersdorf, Weichselbaum und Jennersdorf auf der Nordseite des Flusses. Verteidigt wurde der ganze Abschnitt hauptsächlich durch die 5. SS-Panzer-Division „Wiking“. Darüber hinaus kamen auch Einheiten des Volkssturms, des Zollgrenzschutzes und der Hitlerjugend zum Einsatz. In den folgenden Wochen war die zum Frontgebiet gewordene Region großen Verheerungen ausgesetzt und bis zur Kapitulation der deutschen Wehrmacht wurden die ehemals geordneten Ortschaften zu Brandruinen.
Sogleich nach Kriegsende begannen in Henndorf die Aufbauarbeiten. Der Ort und das Land blieben jedoch von der sowjetischen Armee bis 1955 besetzt. Bei der ersten Volkszählung der Nachkriegszeit, am 1. Juni 1951, hatte die Kommune 670 Einwohner die sich auf 138 Haushalte verteilten. Zehn Jahre später, im März 1961, waren es 139 Haushalte und 574 Einwohner.
Im Zuge der Gemeindereformen im Burgenland gab Henndorf zum 1. Jänner 1971 seine Selbständigkeit auf und vereinigte sich mit seinen 550 Einwohnern und 134 Haushalten, gemeinsam mit den Ortschaften Jennersdorf, Rax und Grieselstein, zur Marktgemeinde Jennersdorf. Durch die Verleihung der Stadtrechte an Jennersdorf wurde Henndorf am 1. März 1977 zur städtischen Siedlung.

## Verkehr
Das Henndorfer Ortsgebiet wird von der Güssinger Straße B  57 durchzogen.

## In Henndorf im Burgenland geboren
- Anton Dorfmeister (1912–1945), österreichischer Politiker (NSDAP).